# Borja Valero
Borja Valero (Madrid, 12 de enero de 1985) es un exfutbolista español que jugaba de centrocampista.

## Trayectoria
Formado en la cantera del Real Madrid, tras no tener muchas oportunidades con el primer equipo del Real Madrid donde el director técnico era Tomas Ruiz, Valero se veía preparado para dar el salto a la Primera División y firmó por el RCD Mallorca, con el que disputó 34 partidos, solo 17 de ellos como titular y los demás como suplente. En estos partidos llegó a anotar cuatro goles y a repartir cinco asistencias.
Tras realizar un buen año a nivel individual, Borja tuvo varias ofertas y decidió marcharse a Inglaterra por 5 millones de euros, al West Bromwich Albion F. C.. Allí no brilló, y el primer año descendió a la Championship, siendo su rendimiento un tanto irregular. Por esto, el RCD Mallorca volvió a interesarse en él, y Borja volvió a la isla de las Baleares en calidad de cedido. 
En esta segunda etapa de Valero en el RCD Mallorca, el jugador fue clave desde un primer momento, puesto que en liga jugó un total de 33 partidos, 32 de ellos como titular y alcanzó unas cifras increíbles de un jugador que había descendido hacía un año. Anotó cinco goles y repartió ocho asistencias en el club bermellón.
En 2010 firma por el Villarreal CF en calidad de cedido por el West Bromwich Albion F. C.. Finalmente, una vez acabada la temporada el conjuntó groguet decidió comprarlo por seis millones de euros y duraría solo una temporada más vestido de amarillo, donde su juego talentoso no sirvió para impedir el descenso del equipo a la Liga Adelante.
En verano de 2012, firma por la A. C. F. Fiorentina a cambio de 10 millones de euros. En las filas de conjunto italiano disputaría 5 temporadas con el que marcaría 17 goles en 211 partidos. 
En julio de 2017, el centrocampista madrileño firma con el Inter de Milán, en el que jugaría la cifra de 100 partidos durante tres temporadas.
En septiembre de 2020, Borja firma por la A. C. F. Fiorentina, regresando así a la que fue su casa entre 2012 y 2017 siendo uno de los jugadores clave del equipo.
Tras anunciar su retiro, decide fichar por el C S. Lebowski de la sexta categoría del Calcio.

## Selección nacional
En 2004, en la final del Europeo sub-19, dio el triunfo a la selección española  ante Turquía con una vaselina tras una gran acción individual en el descuento del partido.
El 4 de octubre de 2010 fue convocado por el seleccionador español Vicente del Bosque para disputar dos partidos de clasificación para la Eurocopa 2012. Sin embargo, su debut con la selección española tuvo que esperar al 4 de junio de 2011, cuando se convirtió en el jugador n.º 726 en vestir la roja, en un partido amistoso contra Estados Unidos. Sustituyendo a David Silva en el minuto 65 y suya fue la asistencia del cuarto gol español anotado por Fernando Torres

## Estadísticas

### Clubes
Actualizado a inicios de la temporada 2021/22.
| Club                                  | Div.          | Temporada     | Liga  | Liga  | Copa  | Copa  | Internacional | Internacional | Total | Total | Media goleadora |
| Club                                  | Div.          | Temporada     | Part. | Goles | Part. | Goles | Part.         | Goles         | Part. | Goles | Media goleadora |
| ------------------------------------- | ------------- | ------------- | ----- | ----- | ----- | ----- | ------------- | ------------- | ----- | ----- | --------------- |
| R. M. Castilla C. F. · España         | 2.ª B         | 2004-05       | 5     | 1     | -     | -     | -             | -             | 5     | 1     | 0,20            |
| R. M. Castilla C. F. · España         | 2.ª           | 2005-06       | 39    | 2     | -     | -     | -             | -             | 39    | 2     | 0,05            |
| R. M. Castilla C. F. · España         | 2.ª           | 2006-07       | 37    | 2     | -     | -     | -             | -             | 37    | 2     | 0,05            |
| R. M. Castilla C. F. · España         | Total club    | Total club    | 81    | 5     |       | -     | -             | -             | 81    | 5     | 0,06            |
| Real Madrid C. F. · España            | 1.ª           | 2006-07       | -     | -     | 1     | -     | 1             | -             | 2     | 0     | 0               |
| Real Madrid C. F. · España            | Total club    | Total club    | 0     | 0     | 1     | 0     | 1             | 0             | 2     | 0     | 0               |
| R. C. D. Mallorca · España            | 1.ª           | 2007-08       | 35    | 4     | 6     | 0     | -             | -             | 41    | 4     | 0,10            |
| R. C. D. Mallorca · España            | 1.ª           | 2009-10       | 33    | 4     | 5     | -     | -             | -             | 38    | 4     | 0,11            |
| R. C. D. Mallorca · España            | Total club    | Total club    | 68    | 8     | 11    | 0     | 0             | 0             | 79    | 8     | 0,10            |
| West Bromwich Albion F. C. Inglaterra | 1.ª           | 2008-09       | 30    | -     | 4     | -     | -             | -             | 34    | 0     | 0               |
| West Bromwich Albion F. C. Inglaterra | 1.ª           | 2009-10       | 1     | -     | 1     | -     | -             | -             | 2     | 0     | 0               |
| West Bromwich Albion F. C. Inglaterra | Total club    | Total club    | 31    | 0     | 5     | 0     | 0             | 0             | 36    | 0     | 0               |
| Villarreal C. F. · España             | 1.ª           | 2010-11       | 35    | 3     | 5     | -     | 14            | 2             | 54    | 5     | 0,09            |
| Villarreal C. F. · España             | 1.ª           | 2011-12       | 36    | 5     | 2     | 1     | 5             | -             | 43    | 6     | 0,14            |
| Villarreal C. F. · España             | Total club    | Total club    | 71    | 8     | 7     | 1     | 19            | 2             | 97    | 11    | 0,11            |
| A. C. F. Fiorentina · Italia          | 1.ª           | 2012-13       | 37    | 1     | 4     | 1     | -             | -             | 41    | 2     | 0,05            |
| A. C. F. Fiorentina · Italia          | 1.ª           | 2013-14       | 32    | 6     | 4     | -     | 11            | 1             | 47    | 7     | 0,15            |
| A. C. F. Fiorentina · Italia          | 1.ª           | 2014-15       | 28    | 2     | 3     | -     | 11            | -             | 42    | 2     | 0,05            |
| A. C. F. Fiorentina · Italia          | 1.ª           | 2015-16       | 37    | 4     | -     | -     | 5             | -             | 42    | 4     | 0,10            |
| A. C. F. Fiorentina · Italia          | 1.ª           | 2016-17       | 32    | 1     | 2     | -     | 6             | 1             | 40    | 2     | 0,05            |
| A. C. F. Fiorentina · Italia          | 1.ª           | 2020-21       | 20    | -     | 1     | -     | -             | -             | 21    | 0     | 0               |
| A. C. F. Fiorentina · Italia          | Total club    | Total club    | 186   | 14    | 14    | 1     | 33            | 2             | 233   | 17    | 0,08            |
| F. C. Internazionale · Italia         | 1.ª           |               |       |       |       |       |               |               |       |       |                 |
| F. C. Internazionale · Italia         | 1.ª           | 2017-18       | 36    | 2     | 1     | -     | -             | -             | 37    | 2     | 0,04            |
| F. C. Internazionale · Italia         | 1.ª           | 2018-19       | 27    | -     | 1     | -     | 10            | -             | 38    | 0     | 0               |
| F. C. Internazionale · Italia         | 1.ª           | 2019-20       | 19    | 2     | 1     | 1     | 5             | -             | 25    | 3     | 0,12            |
| F. C. Internazionale · Italia         | Total club    | Total club    | 82    | 4     | 3     | 1     | 15            | 0             | 100   | 5     | 0,05            |
| C. S. Lebowki · Italia                | 6.ª           | 2021-22       | 0     | 0     | -     | -     | -             | -             | 0     | 0     | 0               |
| C. S. Lebowki · Italia                | Total club    | Total club    | 0     | 0     | -     | -     | -             | -             | 0     | 0     | 0               |
| Total carrera                         | Total carrera | Total carrera | 519   | 39    | 41    | 3     | 68            | 4             | 628   | 46    | 0,08            |
| 1. 2. 3.                              |               |               |       |       |       |       |               |               |       |       |                 |

## Palmarés

### Títulos internacionales
| Título | Club (*) | País | Año | Primera División | Real Madrid | España | 2006-07 |

|-
|Eurocopa sub-19
|España sub-19
|Suiza
|2004
|}
(*) Incluyendo la selección.